# Georgia O’Keeffe Museum

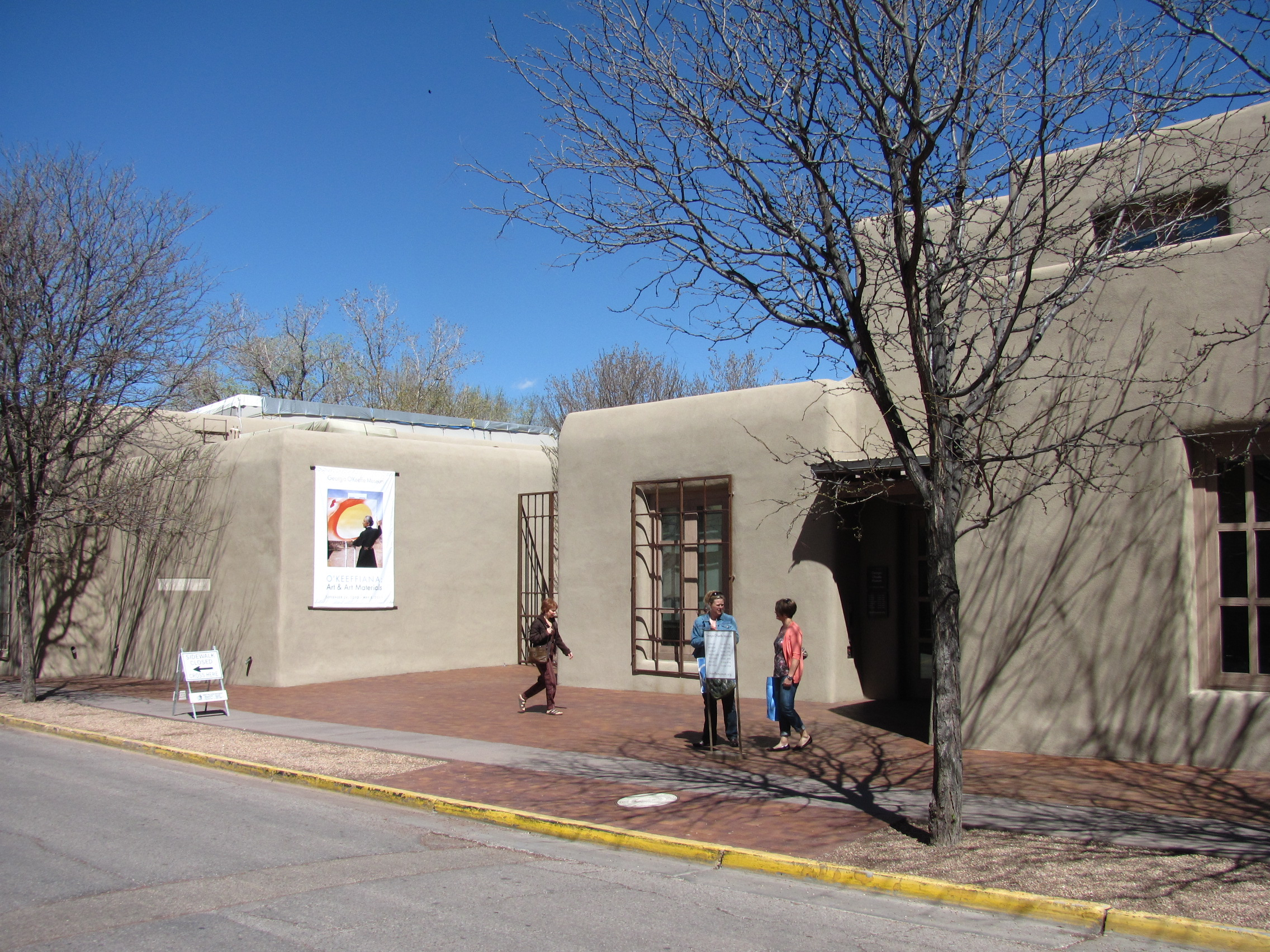
Georgia O’Keeffe Museum in Santa Fe

Das Georgia O’Keeffe Museum in Santa Fe, New Mexico, USA ist ein der US-amerikanischen Künstlerin Georgia O’Keeffe und ihrem Werk gewidmetes Museum, das einen Überblick über die Entwicklung der Modernen Kunst in den USA vom Ende des 19. Jahrhunderts bis heute geben soll.

## Geschichte
Die private Stiftung zum Bau und Erhalt des Museums begann im November 1995. Die Museumsgebäude wurden von dem Museumsarchitekten Richard Gluckman und dem Architekturbüro Allegretti aus Santa Fe geplant und im Juli 1997 fertiggestellt.
Der Bestand des Museums umfasste zu Beginn lediglich 140 Kunstwerke von O’Keeffe, konnte jedoch bis heute (2012) durch Geschenke, Ankäufe und Leihgaben auf über 1000 Objekte aus der Zeit von 1902 bis 1984 vergrößert werden und ist damit die größte ständige Sammlung ihrer Werke weltweit.

## Forschungszentrum
Das Museum unterstützt durch Stipendien in dem in Santa Fe ansässigen Forschungszentrum, dem Georgia O’Keeffe Museum Research Center, Historiker, die sich mit der Erforschung der Kunstgeschichte der amerikanischen Moderne befassen, als auch Mitarbeiter, die Ausstellungen im Museum vorbereiten und durchführen.
Das Forschungszentrum begann im Juli 2006 und hat die dem Museum gehörenden Sammlungen und die Bibliothek auf der der Künstlerin gehörenden Ghost Ranch ca. 20 Minuten Fahrtzeit nördlich von Abiquiú. Das dortige Archiv enthält den gesamten persönlichen Besitz von O’Keeffe zum Zeitpunkt ihres Todes, einschließlich verschiedener Dokumente, der Korrespondenz mit ihren Zeitgenossen, Kleidung und ihrer Arbeitsmittel und Fundobjekte.

## Georgia O’Keeffe Foundation
Die Stiftung und die Museumsleitung gaben Anfang 2006 bekannt, dass die gesamten Bestände der Stiftung aus dem Privathaus und dem Atelier der Künstlerin in Abiquiú auf das Museum übergehen sollen. Die Übertragung erfolgte Mitte 2006, und so wurden mehr als 600 Kunstwerke und umfangreiches Archivmaterial übergeben.

## Ausstellungen
- 2008: Georgia O’Keefe and Ansel Adams. Natural Affinities.
- 2012: Georgia O’Keeffe: Retrospektive. Hypo-Kunsthalle, München[2]
- 2013: Georgia O’Keeffe and Ansel Adams: The Hawai’i Pictures. Honolulu Museum of Art, Honolulu, Hawai’i, USA. 2014 im Museum in Santa Fe. Katalog ISBN 978-0-937426-88-3.
- 2013/2014: Georgia O’Keeffe and Lake George.
- 2014/2015: Miguel Covarrubias: Drawing a Cosmopolitan Line. Katalog.
- 2015/2016: Modernism Made in New Mexico: Masterworks of American Modernism from the Vilcek Foundation Collection.